# Target (serie televisiva 1977)
Target è una serie televisiva britannica in 17 episodi trasmessi per la prima volta nel corso di 2 stagioni dal 1977 al 1978.
È una serie poliziesca incentrata sulle vicende della 13th Regional Crime Squad di Southampton. Era la risposta della BBC alla serie di grande successo della ITV L'ispettore Regan. Fu cancellata dopo la seconda stagione nel 1978 e fu sostituita dalla serie Eddie Shoestring, detective privato.

## Personaggi e interpreti

### Personaggi principali
- Detective Steve Hackett (17 episodi, 1977-1978), interpretato da Patrick Mower.
- Detective Tate (17 episodi, 1977-1978), interpretato da Philip Madoc.
- Detective Sergente Frank Bonney (17 episodi, 1977-1978), interpretato da Brendan Price.
- Detective Sergente Louise Colbert (17 episodi, 1977-1978), interpretato da Vivien Heilbron.

### Personaggi secondari
- Ros (5 episodi, 1977), interpretato da Ania Marson.
- Detective Dukes (4 episodi, 1977), interpretato da Carl Rigg.
- Detective Fletcher (3 episodi, 1978), interpretato da Grahame Mallard.
- Detective Sergente Andrews (2 episodi, 1977-1978), interpretato da Stephen Bent.
- Alan Ziegler (2 episodi, 1977-1978), interpretato da Derek Martin.

## Produzione
La serie, ideata da Graham Williams, fu prodotta da Philip Hinchcliffe per la British Broadcasting Corporation

### Registi
Tra i registi sono accreditati:
- Terry Green in 3 episodi (1977-1978)
- Ben Bolt in 2 episodi (1977-1978)
- Christopher Menaul in 2 episodi (1977-1978)
- Mike Vardy in 2 episodi (1977-1978)
- David Wickes in 2 episodi (1977-1978)
- Douglas Camfield in 2 episodi (1977)

### Sceneggiatori
Tra gli sceneggiatori sono accreditati:
- Bob Baker in 4 episodi (1977-1978)
- Dave Martin in 4 episodi (1977-1978)
- David Wickes in 2 episodi (1977-1978)
- Ray Jenkins in 2 episodi (1977)
- Graham Williams

## Distribuzione
La serie fu trasmessa nel Regno Unito dal 9 settembre 1977 al 10 novembre 1978 sulla rete televisiva BBC One.

## Episodi
| Stagione         | Episodi | Prima TV Regno Unito |
| ---------------- | ------- | -------------------- |
| Prima stagione   | 9       | 1977                 |
| Seconda stagione | 8       | 1978                 |